# Cegła Magazyn Materiałów Literackich
Cegła – Magazyn Materiałów Literackich jest czasopismem literackim wydawanym od 2001 pod redakcją Karola Pęcherza we Wrocławiu. 
Za stronę wizualną czasopisma odpowiada Karolina Wiśniewska (Love Gyyethy). Spójna formuła magazynu polega na tworzeniu „pisma-gadżetu” opierającego się na nowatorskich formach wydawniczych. Poświęcony jest konfrontacji twórczej młodych autorów tekstów poetyckich, prozatorskich i krytyczno-literackich z autorami uznanymi. Od 2001 do 2021 wydano 47 numerów magazynu, które prezentowane są na stronie internetowej; zamieszczono tam numery w formie PDF oraz dokumentacji fotograficznej.
Każdy numer magazynu jest unikalnym, zaskakującym projektem wydawniczym, który daleko wykracza poza formy tradycyjnego czasopisma. Pudełko od papierosów, gra w karty – flirt, opłatki wigilijne, wykorzystanie lustrzanego odbicia, czy Cegła na pieczątkach – to tylko niektóre ze zrealizowanych pomysłów. Każdy numer eksploruje inny temat.

## Stali współpracownicy
- redaktor prowadzący Karol Pęcherz
- opracowanie graficzne Karolina Wiśniewska
- Marcin Świetlicki
- Karol Maliszewski
- Tadeusz Pióro
- Andrzej Sosnowski
- Agnieszka Wolny-Hamkało
- Julia Fiedorczuk
- Marcin Sendecki
- Antoni Wajda